# Преферанс п'ятницями
«Преферанс по п'ятницях» (рос. «Преферанс по пятницам») — радянський художній фільм 1984 року, знятий на кіностудії «Ленфільм».

## Сюжет
У молодого вченого-зоолога Олексія Шапошникова раптово помирає батько, великий торговий працівник. Олексій, не вірячи в смерть від раптової хвороби, починає власне розслідування і з записів, що залишилися після батька, знаходить дивним гру в преферанс по п'ятницях, як і тих, хто в ній бере участь. Своїми підозрами Шапошников-молодший ділиться зі слідчим…

## У ролях
- Олександр Смирнов —  Олексій Шапошников
- Катерина Васильєва —  Тамара
- Кирило Лавров —  Георгій Сухобоков
- Віра Глаголєва —  Зіна
- Юрій Горобець —  Федоренко
- Людмила Арініна —  Муха
- Олексій Миронов — Павло Максимович
- Олександр Пашутін —  глухий кухар
- Марина Юрасова —  лікар-патологоанатом
- Олександр Суснін — сусід
- Володимир Єрьомін —  Толік
- Олександр Постников — епізод

## Знімальна група
- Режисер — Ігор Шешуков
- Сценарист — Едгар Дубровський
- Оператор — Георгій Купріянов
- Композитор — Вадим Біберган
- Монтажер — Ірина Гороховська
- Звукооператор —  Ася Звєрєва